# Georg Joseph Manz
Georg Joseph Manz (* 1. Februar 1808 in Würzburg; † 11. Dezember 1894) war der Gründer des Verlages G. J. Manz.

## Schule und Ausbildung
Georg Joseph Manz war der Sohn eines Kaufmanns. Von 1812 bis 1823 besuchte er die deutsche Domschule, die Lateinschule und das Progymnasium in Würzburg. Obwohl ihn der Vater als seinen Nachfolger vorgesehen hatte, begann er 1824 eine Buchhändlerlehre bei J. J. Lechner in Nürnberg. Da dessen Geschäft vor allem aus einer Leihbibliothek bestand, wechselte er nach kurzer Zeit zu der angesehenen Buchhandlung Bauer & Raspe und beendete dort seine Lehre.
In seinen Erinnerungen beschreibt er, wie in seiner Kindheit die Liebe zum Buchdruck geweckt wurde: „Am 1.10.1822 ließen die Erfinder der Buchdruckermaschine Koenig & Bauer in Kloster Oberzell die erste von ihnen gebaute Maschine in Betrieb setzen und luden hierzu mehrere Personen aus Würzburg ein. Mein Vater war unter den Geladenen und als er abends nach Hause kam, brachte er einen Druckbogen mit, dessen Titel ist: Einige Gedichte von Schiller, gedruckt mit der für die Königliche Oberhofbuchdruckerei in Berlin bestimmten Maschine... Diesen Bogen nahm ich zu mir und bewahrte ihn mit besonderer Sorgfalt... Er war sozusagen der Talisman meines künftigen Berufs.“ (Erinnerungsblätter)
Nach seiner Lehrzeit war Manz zunächst als Gehilfe bei Tobias Dannheimer in Kempten, anschließend bei Wolff in Augsburg und später bei Ph. Krüll in Landshut beschäftigt.

## Firmengründung

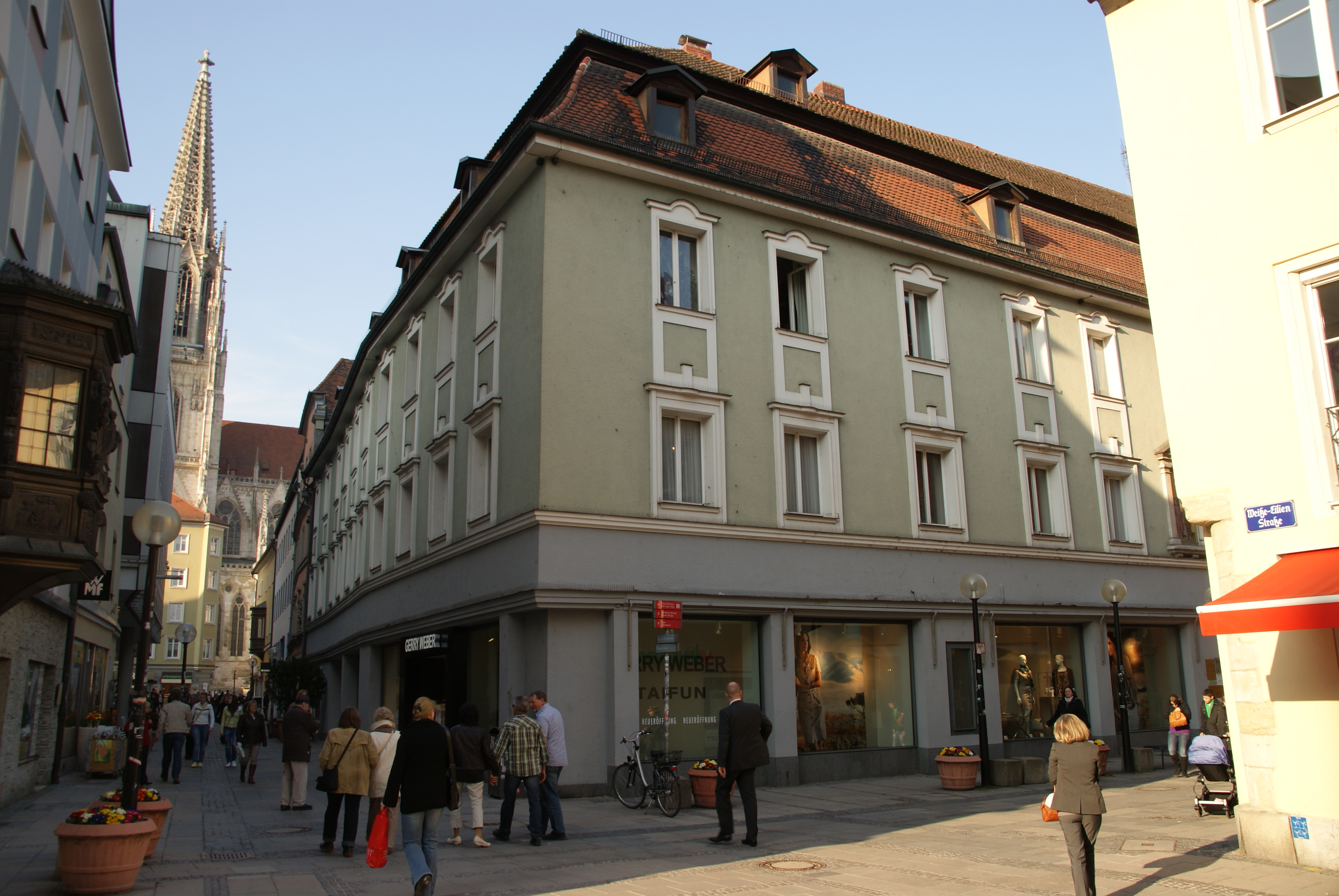
Ehemaliges Geschäftshaus des Verlags Manz

1830 kaufte Manz die Krüllsche Universitätsbuchhandlung in Landshut und gründete den Verlag G. J. Manz. 1834 erweiterte er sein Geschäft durch eine Filiale in Freising. Nachdem 1826 die Universität nach München verlegt worden war und Landshut deshalb an Bedeutung als Verlagsort verloren hatte, erwarb Manz 1835 von Barbara Schmidt, der Witwe des Buchhändlers Johann Friedrich Schmidt, die bereits 1737 von Johann Leopold Montag gegründete und damit älteste katholische Buchhandlung  Montag & Weiß in Regensburg. Manz verlegte seinen Landshuter Verlag und auch seinen Wohnsitz nach Regensburg, wo er in Ecklage Schwarze-Bären-Straße, Pfauengasse drei benachbarte mittelalterliche Kanonikalhöfe kaufte. Die drei Gebäude wurden hinter einer einheitlichen, dreigeschossigen Fassade mit Hausteinfassung unter einem durchgehenden Mansardenwalmdach zu einem stattlichen Gebäude zusammengefasst mit einem neugotischen Portal und umlaufenden hölzernen Lauben im Innenhof.
Der Verlag G. J. Manz profilierte sich bald durch den Einsatz moderner Maschinen und Techniken zu einem der bedeutendsten katholischen Verlage Deutschlands. 1836 überließ Manz die Sortimentsbuchhandlung in Landshut und die Freisinger Filiale J. Wölfle.

## Expansion
In den Jahren 1843 bis 1845 erwarb Manz die Verlage von C. Etlinger in Würzburg (1823 gegründet), von A. Attenkofer in Ingolstadt und von C. Klöber in Amberg und schloss sie mit seinem Verlag zusammen. 1850 kam der Verlag von J. Giel in München hinzu. Die Sortiments- und Antiquariatsbuchhandlung trat er 1855 an seinen Schwiegersohn Alfred Coppenrath ab, der sie später in den Südflügel des Heuporthauses am Domplatz – heute Dombuchhandlung – verlegte.
1856 erwarb Manz die Hochfürstliche Bischöfliche und Hochfürstliche Thurn und Taxissche Hofbuchdruckerei von J. Rußwurm in Regensburg. Dort richtete er 1862 eine Kupferdruckerei ein, denn ein wichtiger Teil seines Verlagswerkes war das Andachtsbild in der Technik des Stahlstiches. Zahlreiche Beicht-, Kommunions- und Firmungsbildchen verließen seine Bilderfabrik in der Weißbräugasse.
1866 übernahm Manz das Sortiments- und Verlagsgeschäft seines Bruders Friedrich Manz in Wien, das er 1870 seinem eigenen Sohn Hermann Manz überließ und der es unter der Firma Manzsche k. k. Hofverlags- und Universitäts-Buchhandlung weiterführte. 1874 kam der Verlag von Fr. Hurter in Schaffhausen hinzu, 1875 der Verlag von Karl Kollmann in Augsburg und 1877 der Verlag von C. Sartorius in Wien.
Beim 50-jährigen Geschäftsjubiläum der Firma G. J. Manz in Regensburg im Jahr
1880 umfasste das Verlagsverzeichnis 6390 Artikel mit 7666 Bänden. In Verlag und Druckerei waren 200 Personen beschäftigt, darunter 80 Handsetzer. 1885 verfügte die Firma über neun dampfbetriebene Schnellpressen, eine Stereotypengießerei und eine Buchbinderei.
1886 erfolgte die Umwandlung in eine Aktiengesellschaft mit dem neuen Namen Verlagsanstalt vorm. G. J. Manz, Buch- und Kunstdruckerei A.-G.
Über die erste Publikation seines Verlages mit dem Titel Bete und Arbeite von Riedhofer äußerte sich Georg Joseph Manz: „Der erste Griff war gut, denn Gottes Segen ruhte auf meinen ferneren Unternehmungen.“

## Politische Aktivitäten in Regensburg
Manz war Anhänger der 1869 entstandenen konservativ-katholischen Bayerischen Patriotenpartei, die sich ab 1887 Bayerische Zentrumspartei nannte. In Regensburg führten Manz und der Verleger Friedrich Pustet ihre politischen Auseinandersetzungen mit den in Regensburg gewählten protestantischen konservativ-liberalen Bürgermeistern Gottlieb von Thon-Dittmer und Oskar von Stobäus und den protestantischen Gemeindebevollmächtigten in starkem Maße unter konfessionellen Gesichtspunkten. Manz proklamierte eine unauflösbare Verbindung von Liberalismus und Protestantismus und beschrieb den in Regensburg von der politischen Mehrheit praktizierten Liberalismus als von Gott entfremdet und falsch verstanden. Er postulierte, dass dieser Liberalismus das verhöhnt und beschimpft, was für Katholiken ehrwürdig ist und behauptete, dass Katholisches Denken und Fühlen von dem falschen Liberalismus nichts zu erhoffen habe. Manz geißelte die liberale Vorherrschaft, die von 1869 bis 1912 in Regensburg herrschte, als eine Brüskierung des katholischen Bevölkerungsteils, der damals 80 % der Einwohnerschaft ausmachte, aber meist wegen eines zu geringen Einkommens kein Bürgerrecht erhalten konnte. Den Einwand, dass in den Gemeindegremien sehr wohl eine ansehnliche Anzahl von Katholiken vertreten sei, hielt er entgegen, dass diese Personen katholische Interessen nicht vertreten könnten, da sie keine Vertreter der katholische Zentrumspartei seien.
Schon im März 1840 war Manz in Regensburg durch eine umfangreiche Eingabe an König Ludwig I. bekannt geworden, in der er dem König darlegte, dass in Regensburg die zwei Drittel der katholischen Bevölkerung vom Gemeindeleben ausgeschlossen blieben, weil sie kein Grundbesitz und kein Vermögen hätten. Die wenigen Katholiken, die von Protestanten gewählt würden, besäßen nicht das Vertrauen der katholischen Einwohner und nicht genügend Verstand, um unabhängig vom protestantischen Magistrat zu entscheiden. Diese Lage sei in Regensburg auf die 200-jährige Unterdrückung der Katholiken zurückzuführen.
Ab 1869 vergaben Manz und Pustet zinslose Darlehen an arme katholische Personen, die sich dann das Bürgerrecht und damit die Wahlberechtigung zu den Kommunalgremien kaufen konnten. Manz selber war Gemeindebevollmächtigter von 1845 bis 1854 und von 1863 bis 1878. 1850 gründete er zusammen mit Pustet eine Unterstützungskasse für bedürftige und in Not geratene Buchdrucker.

## Auszeichnungen
- Silberne Verdienstmedaille von Papst Gregor XVI.
- Ritterorden vom heiligen Gregorius und Sylvester von Papst Pius IX.
- Orden Karls III.
- Bayerischer Verdienstorden vom Heiligen Michael, II. Klasse
- Große goldene Medaille des Kaisers Franz Joseph mit dem Wahlspruch viribus unitis
- Medaille der Industrie- und Gewerbeausstellung in München
- Medaille der Weltausstellung in Wien
- Medaille der Weltausstellung in Paris
- Medaille der Ausstellung für religiöse Kunst in Rom